# Shinobu Ohno
Shinobu Ohno (大野 忍, Ōno Shinobu, Zama, 23 januari 1984) is een Japans voetbalster die als aanvaller speelt bij Nojima Stella Kanagawa Sagamihara.

## Carrière

### Clubcarrière
Ohno begon haar carrière in 1999 bij Nippon TV Beleza. In 2005, 2007 en 2010 werd zij uitgeroepen tot speler van het jaar. Ze tekende in 2011 bij INAC Kobe Leonessa. Daarna speelde zij Olympique Lyonnais (2013), AS Elfen Sayama FC (2013), Arsenal WFC (2014) en INAC Kobe Leonessa (2015–2017). Ze tekende in 2018 bij Nojima Stella Kanagawa Sagamihara.

### Interlandcarrière
Ohno nam met het Japans elftal onder 20 deel aan het WK onder 19 in 2002. Daar stond zij in alle vier wedstrijden van Japan opgesteld en scoorde daarin drie doelpunten.
Zij maakte op 12 januari 2003 haar debuut in het Japans vrouwenvoetbalelftal tijdens een vriendschappelijke wedstrijd tegen de Verenigde Staten. Zij nam met het Japans elftal deel aan de Wereldkampioenschappen in 2007. Japan werd uitgeschakeld in de groepsfase. Zij nam met het Japans elftal deel aan de Olympische Zomerspelen in 2008. Daar stond zij in alle zes de wedstrijden van Japan opgesteld, en kwam met Japan tot de halve finale. Zij nam met het Japans elftal deel aan het Wereldkampioenschappen in 2011. Daar stond zij in alle zes de wedstrijden van Japan opgesteld, en Japan behaalde goud op de Spelen. Zij nam met het Japans elftal deel aan de Olympische Zomerspelen in 2012. Daar stond zij in vijf wedstrijden van Japan opgesteld, en Japan behaalde zilver op de Spelen. Zij nam met het Japans elftal deel aan het Wereldkampioenschappen in 2015. Daar stond zij in alle zeven de wedstrijden van Japan opgesteld, en Japan behaalde zilver op de Spelen. Ze heeft 139 interlands voor het Japanse vrouwenelftal gespeeld en scoorde daarin 40 keer.

## Statistieken
| Japans vrouwenvoetbalelftal | Japans vrouwenvoetbalelftal | Japans vrouwenvoetbalelftal |
| Jaar                        | Wed.                        | Dlp.                        |
| --------------------------- | --------------------------- | --------------------------- |
| 2003                        | 5                           | 2                           |
| 2004                        | 1                           | 3                           |
| 2005                        | 7                           | 1                           |
| 2006                        | 16                          | 4                           |
| 2007                        | 17                          | 8                           |
| 2008                        | 19                          | 7                           |
| 2009                        | 3                           | 2                           |
| 2010                        | 12                          | 6                           |
| 2011                        | 17                          | 3                           |
| 2012                        | 15                          | 2                           |
| 2013                        | 7                           | 1                           |
| 2014                        | 6                           | 0                           |
| 2015                        | 12                          | 0                           |
| 2016                        | 2                           | 1                           |
| Totaal                      | 139                         | 40                          |